# Hilmar Riberholt
Hilmar Bruno Riberholt (født 21. marts 1883 i Aarhus, død 10. marts 1936 i København) var en dansk autodidakt maler.
Hilmar  Riberholt var en af de få danske kunstnere, der i 1920rne og 1930rne  malede nattebilleder. Han specialiserede sig i måneskinsbilleder, udført  om natten ved hjælp af cykellygter, acetylenlygter, til oplysning af  lærredet. Stemningen, der karakteriserer disse billeder, blev også et  gennemgående træk i andre af hans malerier som i Indgangen til Skt. Catharinæ Kirke fra 1915.
| „ | Et hovedværk i hans produktion er Det indre af Aarhus Domkirke, som han allerede ret tidligt udførte; det er ikke blot et fremragende arkitekturmaleri, hvor linievirkning og rumopfattelse korresponderer overordentligt intimt - det er tillige koloristisk af betydelig skønhed, ikke mindst i gengivelsen af det skære "overjordiske" lys. | “ |